# Næstved Havn
Næstved Havn er en erhvervshavn, der ligger i Næstved på Sydsjælland. Den er anlagt tæt på byens centrum ved udmundingen af Susåen. Der er 24-timers service, og flere kajer, hvoraf den længste er 500 m. Vanddybden er 6 meter, og der kan håndteres skibe på op til 119 m. Der er flere faciliteter som kraner til af- og pålæsning samt transportbånd mv. Der håndteres omkring 50.000 tons træ om året. Det er den største havn på Sydsjælland.
I slutningen af 2017 blev der igangsat et projekt om at flytte erhvervshavnen til Ydernæs sydvest for byen. Allerede i 2016 havde Næstved Havn overtaget 26 ha ved Ydernæs. I 1935-37 blev der gravet en kanal for at gøre adgangen til havnen bedre.
Fra havnen er der om sommeren kanalrundfart til Gavnø Slot.
Under anden verdenskrig udførte den danske modstandsbevægelse en sabotageaktion mod Næstved Oliedepot, som blev sprængt i luften den 13. marts 1945.